# Таусон, Владимир Оттович
Владимир Оттович (настоящее отчество — Оттонович) Таусон (17 февраля 1894, Рязань Рязанская губерния Российская империя — 28 октября 1946, Москва СССР) — советский микробиолог и физиолог растений. Брат гидробиолога Анастасии Таусон, отец геолога и геохимика Льва Таусона (1917—1989). 

## Биография
Родился 17 февраля 1894 года в Рязани. Поступил в Рязанское училище и после его окончания в 1913 году поступил на естественнонаучное отделение физико-математического факультета МГУ. Прервал учёбу  в связи с началом Первой мировой войны и добровольцем отправился на фронт, затем женился и воспитал своего сына Льва. Когда со всеми трудностями было покончено, вернулся в МГУ в 1922 году и окончил в 1924 году. Дальнейшая научная работа связана с Москвой: с 1929 по 1930 год работал в институте зерна, с 1930 по 1938 год работал в микробиологическом институте, одновременно с этим с 1932 по 1935 год работал преподавателем в МГУ, в 1935 году получил звание профессора МГУ. С 1938 по 1946 год работал в институте физиологии растений АН СССР. Адрес проживания и работы в Москве Китайский проезд, 3/4.
Скончался 28 октября 1946 года в Москве. Похоронен на Введенском кладбище (20 уч.).

## Научные работы
Основные научные работы посвящены изучению геологической деятельностью микробов.
- 1924 — Впервые установил способность микроорганизмов усваивать парафины.
- 1929 — Впервые установил способность микроорганизмов окислять фенантрен.
- Исследовал биоэнергетические процессы у микроорганизмов.
- Показал питательную ценность различных органических соединений и выяснил характер обмена веществ у гетеротрофных организмов.

## Научные труды и литература
- Таусон В.О. Основные положения растительной биоэнергетики.— М., Л.: Изд-во АН СССР, 1950.— 552 с.

## Список использованной литературы
- Биографический словарь деятелей естествознания и техники.— В 2—х томах.— М.: БСЭ, 1958—59.
- Биологи. Биографический справочник.— Киев.: Наук. думка, 1984.— 816 с.: ил